# Pyrinia hemixantha
Pyrinia hemixantha là một loài bướm đêm trong họ Geometridae.